# Kneecap
Kneecap (Ні́кап) — ірландське хіп-хоп тріо з Белфаста, Північна Ірландія, до складу якого входять Mo Chara (Мо Хара), Móglaí Bap (Моґлі Бап) та DJ Próvaí (Діджей Прові)  — сценічні імена Ліама Оґа О Гані, Ніші О Кареллана та Дж. Дж. О Дохарті відповідно. Вони читають реп сумішшю ірландської та англійської мов. Їхній перший синґл "C.E.A.R.T.A." (з ірландської — "права") було випущено у 2017 році, а дебютний студійний альбом 3CAG вийшов у 2018 році. Другий студійний альбом Fine Art було випущено у 2024 році, а біографічний фільм про гурт побачив світ пізніше того ж року.
Тематика пісень гурту зосереджена на молодіжній культурі робітничого класу Белфаста, ірландському республіканізмі та правах ірландської мови. Назва гурту означає "наколінок (колінна чашечка)" і пов'язана з каральними нападами парамілітарних угруповань Північної Ірландії, які у вигляді покарання прострелювали коліна. Kneecap також відкрито виступають з антисіоністськими поглядами. У 2025 році видання The Guardian назвало Kneecap "найскандальнішим гуртом у Великій Британії".

## Історія
Текст їхнього першого синґлу "C.E.A.R.T.A." обігрує історію, що трапилася з Móglaí Bap. Напередодні маршу на підтримку Акту про ірландську мову в Белфасті, Móglaí Bap разом із другом вийшов на вулицю та розмалював автобусну зупинку написом "Cearta" (ірл. "права"). Поліцейська служба Північної Ірландії (PSNI) виявила напис та заарештувала його друга, хоча Móglaí вдалося втекти. У відділку друг говорив виключно ірландською мовою та провів там ніч, відмовляючись говорити англійською. Після цього інциденту й було написано пісню "C.E.A.R.T.A."
В кінці 2017 року пісню "C.E.A.R.T.A." було заборонено на ірландськомовній радіостанції RTÉ Raidió na Gaeltachta (RnaG) через "посилання на наркотики та нецензурні вирази". Фанати створили петицію, яка зібрала 700 підписів, аби повернути пісню в етер. Kneecap стали на захист пісні, називаючи її "карикатурою на життя в західному Белфасті" та "сатиричним поглядом на життя молоді, особливо у Західному Белфасті".
Перший повноформатний альбом гурту, 3CAG, вийшов у 2018 році. Назва є посиланням на наркотик MDMA: 3CAG означає trí chonsan agus guta ("три приголосних і голосна"), сленґову назву речовини. Назва гурту також походить від традиційних покарань, які парамілітарні ірландські республіканці застосовували до підозрюваних у торгівлі наркотиками. Móglaí зазначив, що іронія є свідомою, оскільки вони "говорять про речі, за які нам могли б прострелити коліна".  Видання The Skinny ретроспективно охарактеризувало альбом як "непереборну колекцію гучного хіп-хопу, що поєднує ірландську та англійську мови з підступним гумором".  Газета The Guardian описала його як "самосвідомий та зухвалий одночасно, що балансує між нічними пригодами та повсякденністю дорослішання в постконфліктній Північній Ірландії".
Mo Chara та Móglaí Bap родом із Західного Белфаста, а DJ Próvaí — із міста Деррі. До 2020 року він працював учителем, але покинув роботу після того, як школа дізналася про відео, в якому під час концерту на його сідницях було написано "Brits Out" (з англ. "Британці геть").
У лютому 2019 року член Асамблеї Північної Ірландії від Демократичної юніоністської партії (DUP) від Белфаст-Саута Крістофер Сталфорд засудив гурт після того, як в інтернеті з'явилися відео, на яких тріо скандує "Brits Out" під час концерту в Empire Music Hall у Белфасті. Концерт відбувся наступного дня після візиту герцога та герцогині Кембриджських у цей самий заклад.
У 2021 році Kneecap випустили синґл "MAM" на честь своїх матерів. Пісню визнали зміною стилю гурту, оскільки вони хотіли зробити щось більш "справжнє". В інтерв’ю Mo Chara прокоментував, що вони хотіли показати: "Ми можемо знести вас зі сцени з розвороту, але також можемо й обійняти. Ми хотіли зробити щось трохи сентиментальне, щоб не заганяти себе в рамки маскулінності". Тріо також повідомило в Instagram, що мати Móglaí Bap вчинила самогубство перед виходом пісні, і всі доходи від неї підуть на підтримку організації Samaritans.
На початку 2023 року гурт розпочав зйомки художнього фільму під назвою Kneecap, який описує вигадану історію їхнього сходження до слави. Фільм вийшов у серпні 2024 року під режисурою Річа Пеппіатта, а Майкл Фассбендер зіграв одну з ролей.
У лютому 2024 року гурт отримав ґрант розміром £14 250 від Music Export Growth Scheme, який згодом було заблоковано Департаментом бізнесу та торгівлі. Міністерка бізнесу Кемі Баденок заявила, що ґрант не слід надавати "людям, які виступають проти Сполученого Королівства". Гурт подав позов про дискримінацію проти уряду Великої Британії, вигравши справу та отримавши всю суму ґранту в листопаді 2024 року.  Kneecap поділили гроші між двома молодіжними організаціями, які працюють із протестантською та католицькою спільнотами в Північній Ірландії.

## Фільм
Біографічний фільм Kneecap вийшов 2024 року, у ньому учасники гурту грають самих себе разом із більш досвідченими акторами, зокрема Майклом Фассбендером, Джозі Вокер та Сімоною Кірбі. Події фільму розгортаються в кварталі Ґелтахт Західного Белфаста у 2019 році. Прем'єра фільму відбулася на кінофестивалі Sundance 18 січня 2024 року, ставши першим фільмом ірландською мовою на цьому фестивалі.
У серпні 2024 року Ірландська кінотелевізійна академія оголосила, що обрала фільм Kneecap як офіційну заявку для представлення Ірландії в категорії "Міжнародний повнометражний фільм" на 97-й щорічній церемонії вручення премії Оскар. 17 грудня 2024 року Kneecap було відібрано до короткого списку на дві премії Оскар: за Найкращий міжнародний повнометражний фільм та Найкращу оригінальну пісню з їхньою композицією "Sick in the Head".

## Учасники
- Mo Chara [Мо Хара], справжнє ім'я Ліам Оґ О Гані (Liam Óg Ó hAnnaidh)
- Móglaí Bap [Моґлі Бап], справжнє ім'я Ніша О Кареллан (Naoise Ó Cairealláin)
- DJ Próvaí [Діджей Прові], справжнє ім'я Дж. Дж. О Дохарті (J. J. Ó Dochartaigh)

## Дискографія
- 3CAG (2018)
- Fine Art (2024)